# Philippe II (empereur romain)
Pour les articles homonymes, voir Philippe II.
Marcus Iulius Severus Philippus Caesar (237-249), ou Philippe II, était le fils de l'empereur romain Philippe l'Arabe et d'Otacilia Severa.

## Biographie
Quand son père fut élevé au rang d'empereur, il fut lui-même nommé officiellement César à l'âge de sept ans, puis Auguste en 247 à l'occasion du triomphe après les victoires remportées sur le Danube, et fut même consul ces deux années-là, 247 et 248.
Il fut assassiné par les prétoriens en 249, après que son père eut été tué lors de la bataille de Vérone perdue contre l'usurpateur Dèce.

## Noms et titres

### Noms successifs
- 237 nait: MARCUS•IULIUS•SEVERUS•PHILIPPUS
- 244 reçoit le titre de César: MARCUS•IULIUS•SEVERUS•PHILIPPUS•CAESAR
- 247 associé à l'Empire par son père: IMPERATOR•CAESAR•MARCUS•IULIUS•SEVERUS•PHILIPPUS•AUGUSTUS

### Titres et magistratures
- Consul en 247 et 248
- pater patriae en 247
- détient la puissance tribunitienne en 247 (entre le 11 Juillet et le 30 Aout), renouveler annuellement.